# Ayazhvi
Ayazhvi (en georgiano: აჯაჟვი; en abjasio: Аджаджв, lit. 'roble viejo') es una aldea que pertenece a la parcialmente reconocida República de Abjasia, dentro del distrito de Ochamchire, aunque de iure es parte del municipio de Ochamchire de la República Autónoma de Abjasia de Georgia.

## Geografía
Ayazhvi se encuentra en la orilla izquierda del río Mokvi, a 9 km de Ochamchire. Las aldea se administra desde el pueblo de Mokvi.  

## Historia
En 1930, Ayazh se incluyó en la comunidad de Mokvi y en 1949 se llamó Ajazhvi.